# Référendum liechtensteinois de 2020
Un triple référendum a lieu le 30 août 2020 au Liechtenstein. Les électeurs sont amenés à se prononcer sur un amendement constitutionnel promouvant la parité des sexes dans les instances politiques, sur l'autorisation de la double nationalité chez les naturalisés, ainsi que sur le financement d'un projet de liaison ferroviaire avec l'Autriche.
La population rejette les trois propositions à de larges majorités. 

## Contenu

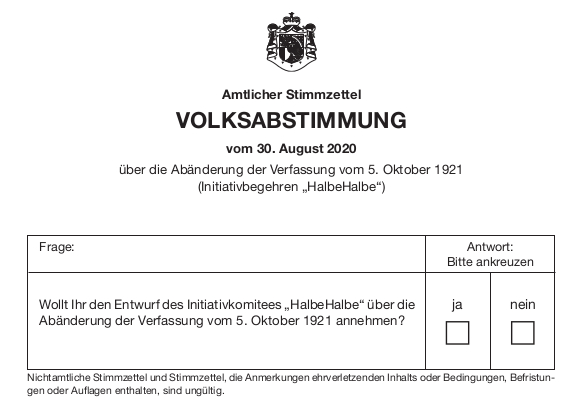
Bulletin 1

### Parité homme/femme
Un comité d'initiative populaire propose le 21 aout 2019 de modifier la constitution afin de promouvoir une répartition égale des sexes dans les instances politiques,. Le projet d'amendement, surnommé « HalbeHalbe » (« MoitiéMoitié ») porte sur une déclaration d'intention, sans détailler sa mise en œuvre,. L'article 31-2 de la Constitution, qui indique que « Les hommes et les femmes sont égaux en droit. » se verrait ainsi adjoindre la phrase « La représentation équilibrée des femmes et des hommes dans les instances politiques est encouragée. ». Le comité déclenche une procédure de collecte de signatures qui, reconnue officiellement le 6 novembre, prend place du 8 novembre au 20 décembre 2019. La collecte réunit 1 873 signatures dont 1 863 valides,. Le nombre requis de signatures ayant été réunit, le projet d'amendement est présenté au Landtag, qui le rejette le 4 mars 2020 par 17  voix contre et 6 voix pour, déclenchant sa mise à référendum.
Il s'agit d'un référendum constitutionnel d'origine populaire : dans le cadre de l'article 64-2 de la constitution, le projet de révision de la constitution fait l'objet d'une demande de mise à la votation par un minimum de 1 500 inscrits,.

### Naturalisation avec double nationalité

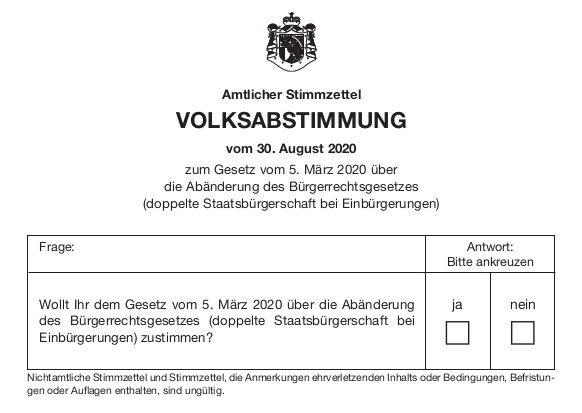
Bulletin 2

La loi en vigueur au Liechtenstein oblige les étrangers souhaitant se faire naturaliser à renoncer à leur ancienne nationalité. Mais les personnes ayant déjà la citoyenneté liechtensteinoise ont pour autant la possibilité d'acquérir une seconde nationalité sans perdre la leur,. Cette incohérence pousse le parti d'opposition Liste libre à introduire dès 2015 une proposition de loi visant à permettre aux naturalisés de conserver leur nationalité précédente. La proposition finit par être étudiée en première lecture le 7 septembre 2018 au Landtag, où elle rencontre une vive opposition. Elle est par conséquent limitée en seconde lecture aux seuls ressortissant de l'Union européenne et de la Suisse, ce qui aboutit au vote du texte le 5 mars 2020 par 21 voix pour et 4 contre. A la demande du Parti progressiste des citoyens au pouvoir, le Landtag vote cependant la mise à référendum de la loi par 20 voix pour et 5 contre,.
Il s'agit d'un référendum facultatif d'origine parlementaire : le Landtag décide de soumettre le projet de loi approuvé le 5 mars à la votation populaire dans le cadre de l'article 66 de la constitution,.

### Liaison ferroviaire S-Bahn Liechtenstein

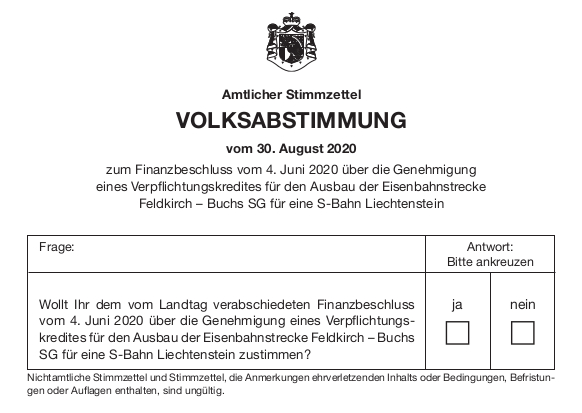
Bulletin 3

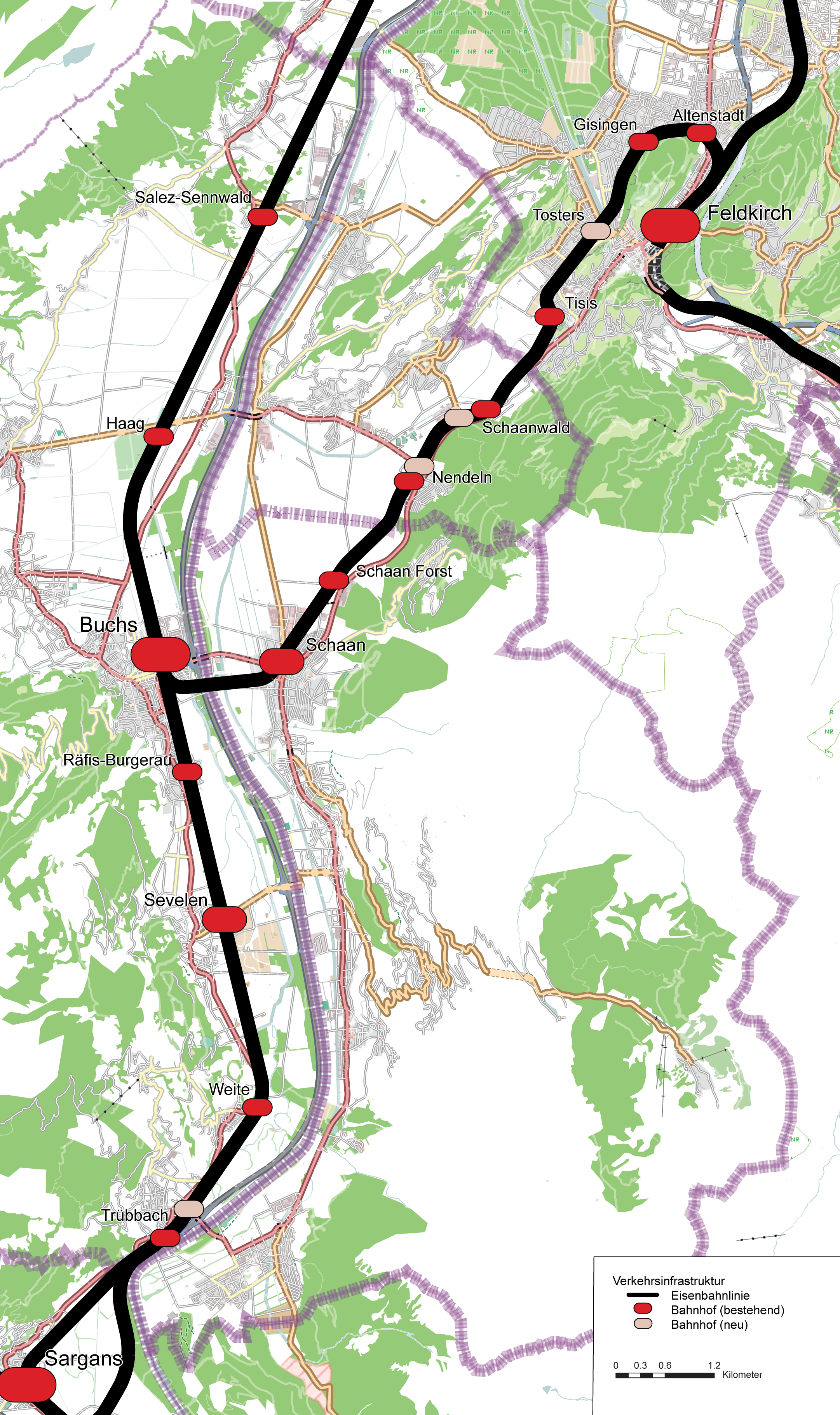
Carte du projet.

Le projet ferroviaire « S-Bahn Liechtenstein » a pour but de doubler la ligne reliant la ville suisse de Buchs à celle autrichienne de Feldkirch en passant par le Liechtenstein,. Les gouvernements autrichien et liechtensteinois signent le 21 avril 2020 une convention de financement du projet pour un montant total de 187 millions de francs suisses, dont 71,3 à la charge du Liechtenstein. Ce montant est réparti en 28,3 millions pour les travaux d'infrastructure ferroviaire dont l’aménagement en double voie, 24 millions pour la modernisation des quatre gares liechtensteinoises de Schaanwald, Nendeln, Forst Hilti et Schaan-Vaduz, ainsi que 19 millions pour les connexions routières. Les couts annuels d'entretien sont par ailleurs évalués à 2 millions de francs suisses,.
Le 4 juin 2020, le Landtag alloue au projet les 71,3 millions de francs suisses par 19 voix pour et 7 contre. Sous la pression du parti Les Indépendants qui menace de déclencher une initiative populaire, la mise à référendum est votée au Landtag par 17 voix pour et 8 contre. Il s'agit d'un référendum facultatif d'origine parlementaire sur une question budgétaire : dans le cadre de l'article 66 de la constitution, le budget alloué par le Landtag fait l'objet d'une demande de mise à la votation par les députés,.

## Report
Le 10 mars, le Landtag fixe la date du référendum au 7 juin suivant, celui ci ne comportant alors que les deux premières questions. La pandémie de Covid-19 qui touche alors le pays entraine cependant le report du scrutin le 3 avril à une date indéterminée, avant que le parlement ne décide finalement le 24 avril de l'organiser le dernier dimanche d'aout,. Le 10 juin, le Landtag décide de fixer le même jour la mise au vote populaire de la troisième question,.

## Résultats
| Choix                    | Amendement « HalbeHalbe » | Amendement « HalbeHalbe » | Naturalisation en binationalité | Naturalisation en binationalité | Budget S-Bahn Liechtenstein | Budget S-Bahn Liechtenstein |
| Choix                    | Votes                     | %                         | Votes                           | %                               | Votes                       | %                           |
| ------------------------ | ------------------------- | ------------------------- | ------------------------------- | ------------------------------- | --------------------------- | --------------------------- |
| Pour                     | 3 540                     | 21,25                     | 6 417                           | 38,47                           | 6 274                       | 37,67                       |
| Contre                   | 13 120                    | 78,75                     | 10 262                          | 61,53                           | 10 382                      | 62,33                       |
|                          |                           |                           |                                 |                                 |                             |                             |
| Votes valides            | 16 660                    | 99,49                     | 16 679                          | 99,46                           | 16 656                      | 99,24                       |
| Votes blancs et nuls     | 86                        | 0,51                      | 91                              | 0,54                            | 127                         | 0,76                        |
| Total                    | 16 746                    | 100                       | 16 770                          | 100                             | 16 783                      | 100                         |
| Abstentions              | 3 620                     | 17,77                     | 3 596                           | 17,66                           | 3 583                       | 17,59                       |
| Inscrits / Participation | 20 366                    | 82,23                     | 20 366                          | 82,34                           | 20 366                      | 82,41                       |